# 미즈노 유리
미즈노 유리(일본어: 水乃 ゆり みずの ゆり[*], 10월 7일 - )는 다카라즈카 가극단 호시구미에 소속된 여역이다.
도쿄도 카츠시카구 출신, 사립아이코쿠고등학교 출신이다. 키 164cm, 애칭은 "유리짱(ゆりちゃん)"이다.

## 약력
2014년, 다카라즈카 음악학교에 입학,
2016년, 다카라즈카 가극단 102기생으로 입단. 호시구미 공연 「박쥐/ THE ENTERTAINER!」로 초무대. 그 후, 호시구미에 배속
2019년, 「안개 깊은 엘베 강가」로 신인공연 첫 히로인. 입단 3년차 때의 발탁이다.

## 인물
다카라즈카 첫 관극은 초등학생 때 이고, 아버지의 추천에 의해 본 것이 「베르사이유의 장미」이다. 화려하고 둥근 드레스나 군복에 동경하여, 언젠가 그 무대에 서보고 싶다고 음악학교 수험을 결심했다.

## 주요 무대
| 기간 (월) | 소속 | 제목                                                 | 공연장                                 | 배역                                     | 비고                                    |
| --------- | ---- | ---------------------------------------------------- | -------------------------------------- | ---------------------------------------- | --------------------------------------- |
| 2016년    |      |                                                      |                                        |                                          |                                         |
| 3- 4      | 호시 | 박쥐                                                 | 다카라즈카 대극장                      |                                          | 초무대                                  |
| 3- 4      | 호시 | THE ENTERTAINER!                                     | 다카라즈카 대극장                      |                                          | 초무대                                  |
| 5 - 6     | 호시 | 박쥐                                                 | 도쿄 다카라즈카 극장                   |                                          |                                         |
| 5 - 6     | 호시 | THE ENTERTAINER!                                     | 도쿄 다카라즈카 극장                   |                                          |                                         |
| 8 - 11    | 호시 | 벛꽃에 춤 추춰라 -SAMURAI The FINAL-                 | 다카라즈카 대극장 도쿄 다카라즈카 극장 |                                          |                                         |
| 8 - 11    | 호시 | 로망스!! (Romance)                                   | 다카라즈카 대극장 도쿄 다카라즈카 극장 |                                          |                                         |
| 2017년    |      |                                                      |                                        |                                          |                                         |
| 1         | 호시 | 옴ㆍ샨티ㆍ옴 - 사랑하는 윤회 -                       | 도쿄국제포럼                           |                                          |                                         |
| 3 - 6     | 호시 | THE SCARLET PIMPERNEL                                | 다카라즈카 대극장 도쿄 다카라즈카 극장 |                                          |                                         |
| 7 - 8     | 호시 | 옴ㆍ샨티ㆍ옴 - 사랑하는 윤회 -                       | 우메다예술극장                         |                                          |                                         |
| 9 - 12    | 호시 | 베를린, 나의 사랑                                    | 다카라즈카 대극장 도쿄 다카라즈카 극장 | 에바 (신인공연)                          | 본역 : 코자쿠라 호노카                  |
| 9 - 12    | 호시 | Bouquet de TAKARAZUKA                                | 다카라즈카 대극장 도쿄 다카라즈카 극장 |                                          |                                         |
| 2018년    |      |                                                      |                                        |                                          |                                         |
| 2         | 호시 | 덧없는 사랑                                          | 중일극장                               | 그레타 / 오필리아                        |                                         |
| 2         | 호시 | Bouquet de TAKARAZUKA                                | 중일극장                               |                                          |                                         |
| 4 - 7     | 호시 | ANOTHER WORLD                                        | 다카라즈카 대극장 도쿄 다카라즈카 극장 | 연꽃의 정령 (신인공연)                   |                                         |
| 4 - 7     | 호시 | Killer Rouge                                         | 다카라즈카 대극장 도쿄 다카라즈카 극장 |                                          |                                         |
| 8 - 9     | 호시 | New Wave! -호시-                                     | 바우홀                                 |                                          |                                         |
| 10        | 호시 | 데뷔탕트                                             | 바우홀                                 | 니콜                                     |                                         |
| 2019년    |      |                                                      |                                        |                                          |                                         |
| 1 - 3     | 호시 | 안개 깊은 엘베 강가                                  | 다카라즈카 대극장 도쿄 다카라즈카 극장 | 베티 슈나이더 마르기트 슈라크 (신인공연) | 본역 : 키사키 아이리 신인공연 첫 히로인 |
| 1 - 3     | 호시 | ESTRELLAS ~별들~                                     | 다카라즈카 대극장 도쿄 다카라즈카 극장 |                                          |                                         |
| 5         | 호시 | 알제의 남자                                          | 전국투어                               | 비비안                                   |                                         |
| 5         | 호시 | Éclair Brillant                                      | 전국투어                               |                                          |                                         |
| 7 - 10    | 호시 | GOD OF STARS -식성-                                  | 다카라즈카 대극장 도쿄 다카라즈카 극장 | 유리 크리스티나 챤 (신인공연)            | 본역 : 마이소라 히토미                  |
| 7 - 10    | 호시 | Éclair Brillant                                      | 다카라즈카 대극장 도쿄 다카라즈카 극장 |                                          |                                         |
| 11 - 12   | 호시 | 타츠노미야 이야기                                    | 바우홀                                 | 시마무라 유리코 / 유키코                 |                                         |
| 2020년    |      |                                                      |                                        |                                          |                                         |
| 2 - 3     | 호시 | 현요의 계곡 ~내려온 샛별~                            | 다카라즈카 대극장                      | 신의 사자 민려 (신인공연)                | 본역 : 오토하 미노리                    |
| 2 - 3     | 호시 | Ray -별의 광선-                                      | 다카라즈카 대극장                      |                                          |                                         |
| 7 - 9     | 호시 | 현요의 계곡 ~내려온 샛별~                            | 도쿄 다카라즈카 극장                   | 신의 사자                                |                                         |
| 7 - 9     | 호시 | Ray -별의 광선-                                      | 도쿄 다카라즈카 극장                   |                                          |                                         |
| 11        | 호시 | 엘 아르콘 -매-                                       | 우메다예술극장                         | 길다 (소녀)                              |                                         |
| 11        | 호시 | Ray -별의 광선-                                      | 우메다예술극장                         |                                          |                                         |
| 2021년    |      |                                                      |                                        |                                          |                                         |
| 2 - 5     | 호시 | 로미오와 줄리엣                                      | 다카라즈카 대극장 도쿄 다카라즈카 극장 |                                          |                                         |
| 7         | 호시 | 마농                                                 | 바우홀 KAAT카나가와예술극장            | 엘레나                                   |                                         |
| 9 - 12    | 호시 | 야규인법첩                                           | 다카라즈카 대극장 도쿄 다카라즈카 극장 | 오토네 텐슈니 (신인공연)                 | 본역 : 아리사 히토미                    |
| 9 - 12    | 호시 | 모어 댄디즘!                                         | 다카라즈카 대극장 도쿄 다카라즈카 극장 |                                          |                                         |
| 2022년    |      |                                                      |                                        |                                          |                                         |
| 2         | 호시 | 더 젠틀 라이어 ~영국적, 신사와 숙녀의 게임~          | KAAT카나가와예술극장                   | 레이디 마크비                            |                                         |
| 4 - 7     | 호시 | 다시 만나 재회 next generation -미드나이트 걸프렌드- | 다카라즈카 대극장 도쿄 다카라즈카 극장 |                                          |                                         |
| 4 - 7     | 호시 | Gran Cantante!!                                      | 다카라즈카 대극장 도쿄 다카라즈카 극장 |                                          |                                         |